# Konieczki (Gmina Ełk)

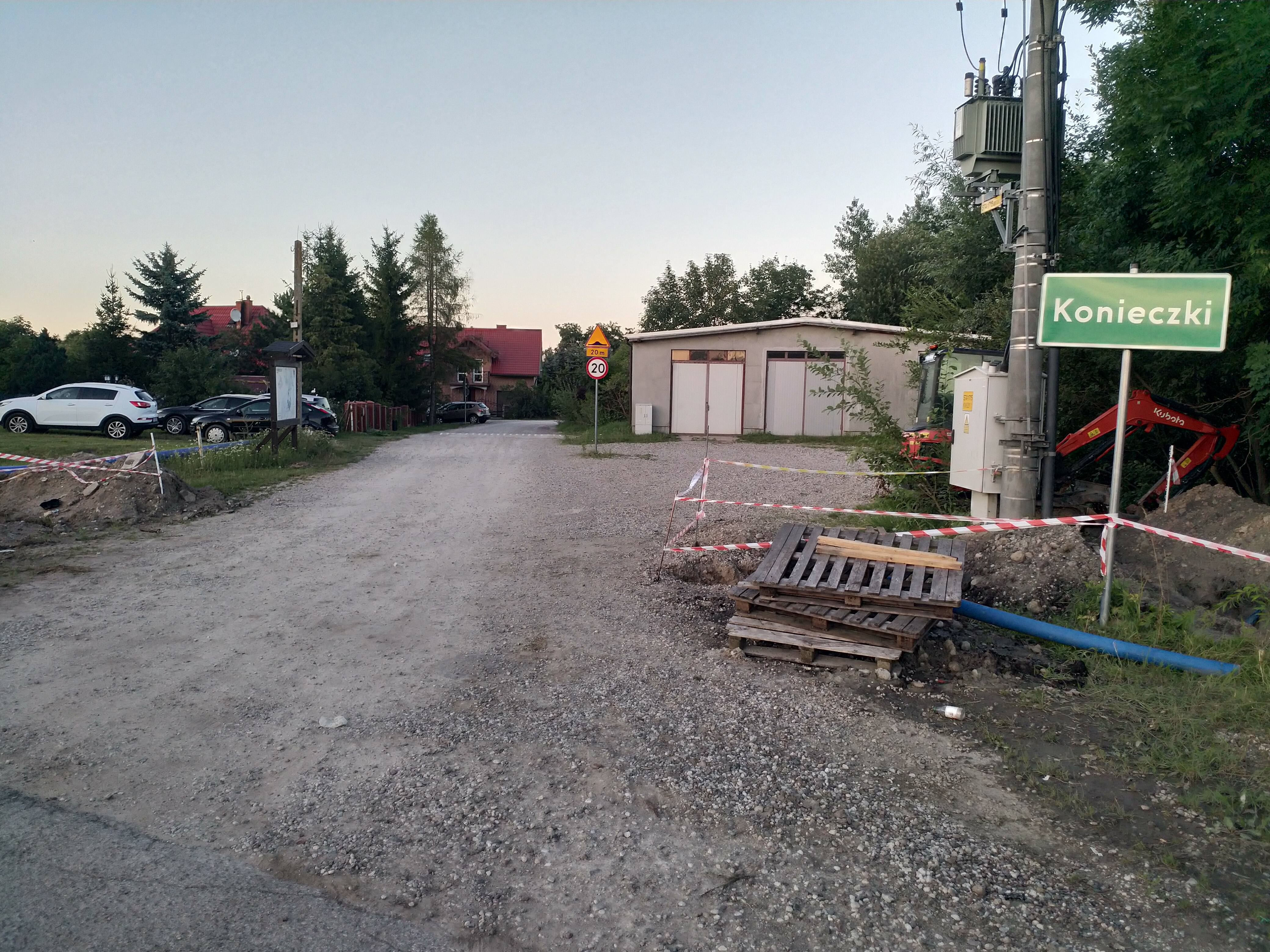
Konieczki (2024)

Konieczki (deutsch Elisenthal) ist ein Dorf in der polnischen Woiwodschaft Ermland-Masuren, der zur Gmina Ełk (Landgemeinde Lyck) im Powiat Ełcki (Kreis Lyck) gehört.

## Geographische Lage
Konieczki liegt im Osten der Woiwodschaft Ermland-Masuren, drei Kilometer nördlich der Kreisstadt Ełk (Lyck).

## Geschichte
Das heutige Dorf Konieczki hieß bis zum 17. Juni 1885 Abbau Konietzko und wurde dann in Elisenthal umbenannt. Es war ein Gutsort und bis 1945 in die Stadtgemeinde (ab 1934: Stadt) Lyck (polnisch Ełk) integriert.
In Kriegsfolge kam der Ort 1945 mit dem gesamten südlichen Ostpreußen zu Polen und erhielt die polnische Namensform „Konieczki“. Er ist heute verselbständigt und Sitz eines Schulzenamtes (polnisch Sołectwo) und gehört somit zum Verbund der Gmina Ełk (Landgemeinde Lyck) im Powiat Ełcki (Kreis Lyck), vor 1998 der Woiwodschaft Suwałki, seither der Woiwodschaft Ermland-Masuren zugehörig.
Das Dorf Konieczki ist namensgleich mit dem drei Kilometer weiter südlich gelegenen Stadtteil Konieczki der Stadt Ełk (Lyck). Außer dem Namen lassen sich keine historischen Zusammenhänge belegen.

## Religionen
Bis 1945 war Elisenthal in die Evangelische Pfarrkirche Lyck in der Kirchenprovinz Ostpreußen der Kirche der Altpreußischen Union und in die katholische Pfarrkirche St. Adalbert in Lyck im Bistum Ermland eingepfarrt.
Heute gehört Konieczki zur katholischen Kirche „NMP Królowej Apostołów“ in Ełk-Pólnoc II innerhalb des Bistums Ełk der Römisch-katholischen Kirche in Polen. Die evangelischen Kirchenglieder orientieren sich zur Kirchengemeinde in Ełk, einer Filialgemeinde der Pfarrei in Pisz (deutsch Johannisburg) in der Diözese Masuren der Evangelisch-Augsburgischen Kirche in Polen.

## Verkehr
Konieczki liegt an der bedeutenden polnischen Landesstraße 65 (einstige deutsche Reichsstraße 132) die die beiden Woiwodschaften Ermland-Masuren und Podlachien verbindet und von der polnisch-russischen Staatsgrenze bis zur polnisch-belarussischen Grenze verläuft.
Die nächste Bahnstation ist die Stadt Ełk an den Bahnstrecken Korsze–Białystok und Ełk–Olecko, wobei letztere nur noch sporadisch im Güterverkehr befahren wird.